# El Ranchito, Chiquilistlán
El Ranchito är en ort i Mexiko.   Den ligger i kommunen Chiquilistlán och delstaten Jalisco, i den centrala delen av landet, 500 km väster om huvudstaden Mexico City. El Ranchito ligger 1 748 meter över havet och antalet invånare är 170.
Terrängen runt El Ranchito är huvudsakligen kuperad, men den allra närmaste omgivningen är platt. Runt El Ranchito är det glesbefolkat, med 19 invånare per kvadratkilometer. Närmaste större samhälle är Atemajac de Brizuela, 16,3 km öster om El Ranchito. I omgivningarna runt El Ranchito växer huvudsakligen savannskog.